# إي هونغ بن
إي هونغ بن (هانغل: 이홍빈 مواليد 29 سبتمبر 1993), معروف باسم هونغ بن وهو مغني وممثل من كوريا الجنوبية تحت شركة جليفيش إنترتينمنت . هونغ بن ترسم كمغني في فرقة الفتيان فيكس في مايو 2012،  وبدأ مهنة التمثيل في عام 2014 في الدراما الرومانسية اليوم المجيد بدور يو جي هو.

## النشأة
هونغ بن ولد ونشأ في جايانغ، سول، كوريا الجنوبية. عائلته تتكون من والديه وأختين يكبرانه سناً. هونغ بن يدرس حالياً تخصص الموسيقى الأساسية في كلية دونغ-اه للبث.

## مهنته

### 2012-2013: لأول مرة مع VIXX
هونغ بن كان من ضمن عشر متدربين  كانوا متسابقين في برنامج الإقصاء الواقعي MyDOL وتم اختياره ليكون من ضمن التشكيلة النهائية للفرقة. الفرقة ترسمت أخيرا لأول مرة مع «بطل السوبر» في 24 مايو 2012 على برنامج م! العد التنازلي.
في عام 2013، هونغ بن ظهر في الحلقة 4 من الدراما التلفزيونية  ورثة بجانب أعضاء فرقته.

## أفلامه

### الأعمال الدرامية التلفزيونية
| السنة | القناة      | العنوان      | الدور        | ملاحظات   |
| ----- | ----------- | ------------ | ------------ | --------- |
| 2014  | نظام بث سول | اليوم المجيد | يو جي هو     | ممثل داعم |
| 2016  | كي بي إس 2  | مدرسة مووريم | وانغ تشي-انج | بطل رئيسي |

### التقديم
| السنة | شبكة              | العنوان | ملاحظات                           |
| ----- | ----------------- | ------- | --------------------------------- |
| 2015  | إس بي إس إم.تي.في | العرض   | من 3 مارس 2015 إلى 13 أكتوبر 2015 |

### البرامج المنوعة
| السنة     | الفناة    | العنوان             | ملاحظات                            |
| --------- | --------- | ------------------- | ---------------------------------- |
| 2012-2013 | MBC Music | ال ذا كيبوب         | ضيف حلقة 7, 8, 23, 24, 34, 35, و40 |
| 2016      | KBS World | مرحبا أيها المستشار | ضيف حلقة 257 مع أبطال مدرسة موويم  |

### الفيديوهات الموسيقية
| السنة | الفيديو المسيقي       | الفنان   |
| ----- | --------------------- | -------- |
| 2011  | "التخلص منه"          | سو إن غك |
| 2012  | "دع هذا الموت"        | براين جو |
| 2012  | "ندف لي"              | سو إن غك |
| 2014  | "النعناع والشوكولاته" | كي ويل   |

## وصلات خارجية
- إي هونغ بن على موقع IMDb (الإنجليزية)
- إي هونغ بن على موقع ميوزك برينز (الإنجليزية)
- إي هونغ بن على موقع قاعدة بيانات الفيلم (الإنجليزية)
- إي هونغ بن على موقع كينوبويسك (الروسية)

- Hongbin في هانسينما